# Drypetes taylorii
Drypetes taylorii là một loài thực vật có hoa trong họ Putranjivaceae. Loài này được S.Moore mô tả khoa học đầu tiên năm 1920.